# تیشک تی‌وی
تیشک تی وی (به کردی: Tishk TV) یک کانال تلویزیونی ماهواره‌ای بود که در فاصلۀ سال‌های ۲۰۰۶ تا ۲۰۲۲ فعالیت می‌کرد. این تلویزیون در سال ۲۰۰۶ با پخش از اروپا برای ایران و کردستان تأسیس شد. تلویزیون تیشک متعلق به حزب دموکرات کردستان ایران (KDPI) بود و برنامه‌های آن به زبان‌های کُردی و فارسی پخش می‌شد. تلویزیون تیشک گزارشگرانی در بسیاری از کشورها از جمله عراق داشت که به صورت زنده گزارش‌هایی در مورد موضوعات سیاسی مربوط به ایران و سراسر مناطق کردنشین ایران، عراق، ترکیه و سوریه تهیه می‌کرد.
پس از اتحاد دو حزب دموکرات کردستان ایران و حزب دموکرات کردستان در ۲۱ اوت ۲۰۲۲ (۳۱ مرداد ۱۴۰۱) و ادغام مجدد فعالیت‌های دو حزب، شبکۀ تلویزیونی تیشک نیز دست از کار کشید و تلویزیون کورد کانال که قبلاً رسانۀ حدک بود، به عنوان تلویزیون رسمی حزب دموکرات کردستان ایران فعالیت خود را تداوم بخشید.